# Pampelune
Pampelune (en espagnol : Pamplona /pamˈplona/ ; en basque : Iruña /iɾuɲa/, officiellement, ou Iruñea /iɾuɲea/, selon l'Académie de la langue basque) est une ville et une commune espagnole, capitale de la communauté forale de Navarre. C'est la troisième plus grande ville du Pays basque.
Elle se situe à 440 mètres d'altitude. Elle a une population de 204 000 habitants et est la ville principale de la Cuenca de Pampelune, aire urbaine de plus de 350 000 habitants. Elle est située dans la zone linguistique mixte de la province.

## Géographie

### Situation
Pampelune est à environ 60 km au sud-est de Saint-Sébastien, 105 km au nord de Tudela, 200 km au nord-ouest de Saragosse et 400 km au nord-est de Madrid.
La frontière française se trouve à une soixantaine de kilomètres par la N 135 qui passe par le col de Roncevaux et arrive en France à Arnéguy, devenant la D 933 (Pyrénées-Atlantiques) qui mène à Saint-Jean-Pied-de-Port, en Basse-Navarre.

### Communes limitrophes
Les communes limitrophes sont Ansoáin-Antsoain, Ezcabarte, Burlada-Burlata, Villava-Atarrabia, Vallée d'Egüés, Aranguren, Galar, Cendea de Cizur, Zizur Mayor-Zizur Nagusia, Barañáin, Cendea de Olza, Orkoien, Berrioplano-Berriobeiti et Berriozar.
| Nord-ouest Berrioplano                                                                                 | Nord Berriozar Ansoáin | Nord-est Ezcabarte Villava |
| Ouest Barañáin, Cendea de Olza Orkoien                                                                 |                        | Est Burlada Egüés          |
| Sud-ouest Cizur Menor (Cendea de Cizur) Zizur Mayor                                                    | Sud Galar              | Sud-est Aranguren          |
| Entre parenthèses sont indiqués les communes dont dépendent les concejos ou autres localités mineures. |                        |                            |

### Voies de communication
- Routes et autoroutes
- Lignes de chemin de fer

### Transports

#### Aérien
Pampelune a un aéroport, géré par la société nationale ENAIRE (ex-AENA). Sa piste principale mesure 2 400 mètres.
Il assure des liaisons commerciales vers plusieurs villes d'Espagne[réf. nécessaire]. La compagnie Iberia et sa filiale Air Nostrum sont actives sur cet aéroport.

#### Transport urbain
Le réseau d'autobus est appelé Eskualdeko Hiri Garraioa. Il relie les différents quartiers de la ville et les communautés limitrophes.[réf. nécessaire]

#### Bicyclettes
En décembre 2021, la municipalité de Pampelune a introduit un service de location de vélos électriques, sous la dénomination Ride On[pas clair]. Avec 2,5 vélos pour 1000 habitants, c'est le système le plus important tant au Pays basque qu'en Espagne.
Avec 42 bases réparties dans tous les quartiers de la ville, il permet aux utilisateurs de circuler entre les bases préférées. Il peut être utilisé 24 heures sur 24 tous les jours de l'année sauf pour les fêtes de San Fermin. Tous les vélos sont électriques, possèdent une assistance au pédalage et utilisent une énergie 100 % renouvelable. Il existe 400 vélos à disposition de la population. Le système dispose de 42 bases de retranchement et de recharge de vélos, où les batteries sont chargées quand elles ne sont pas utilisées. Ces 42 bases ont un total de 824 ancrages pour les vélos,.

## Histoire

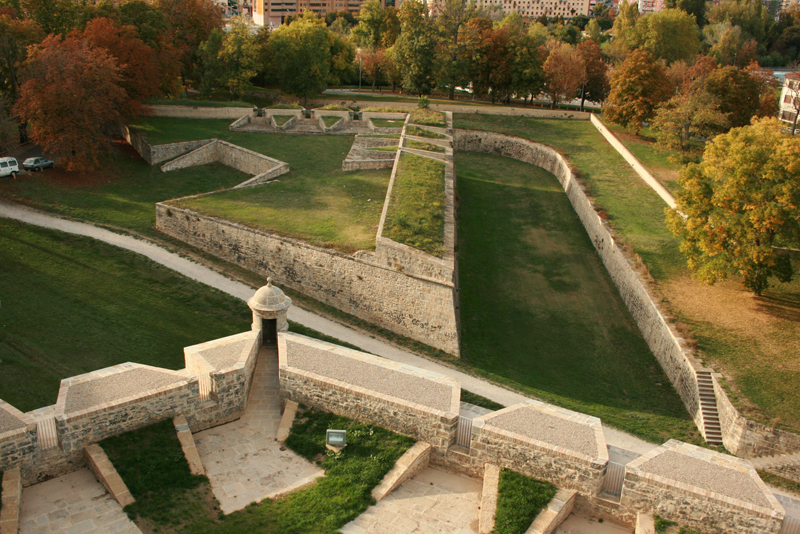
Les murailles vues de la citadelle
(le 18 octobre 2008).

### Antiquité
Pompaelo aurait été fondée vers 75 av. J.-C. par le général et homme politique romain Pompée, qui lui aurait donné son nom.
À l'époque de l'Empire romain, Pampelune est une cité stipendiaire de la province de Tarraconaise (chef-lieu : Tarragone), puis, à partir de 300, de la province de Tarraconaise première (chef-lieu : Tarragone). Elle fait aussi partie du conventus juridicus de Saragosse (Caesaraugusta), le conventus étant une subdivision des provinces d'Hispanie.
On sait peu de chose de la christianisation à Pampelune à l'époque de l'Empire romain. Un personnage semi-légendaire est apparu quelques siècles plus tard dans la tradition chrétienne : saint Firmin, qui serait né à Pampelune au IIIe siècle, fils d'un notable converti au christianisme, et serait devenu évêque d'Amiens en Gaule, où il serait mort en martyr vers 305, à l'époque de la persécution de Dioclétien). Le premier évêque de Pampelune connu date seulement du VIe siècle.

### Haut Moyen Âge

#### Période du royaume wisigoth
Le nord de l'Hispanie est occupée par les Wisigoths du royaume de Toulouse à partir de 476. En 507, vaincus par les Francs de Clovis (bataille de Vouillé), les Wisigoths sont chassés de Gaule et installent leur nouvelle capitale à Tolède. 
À la fin du VIe siècle, le roi Récarède (de 586 à 601) abandonne le christianisme arien au profit du christianisme nicéen. On connaît le nom de l'évêque de Pampelune à cette époque, Liliolo, qui participe au troisième concile de Tolède en 589, puis au concile de Saragosse en 592. C'est le premier évêque historiquement attesté de Pampelune. 

#### Période de l'émirat de Cordoue
Au VIIIe siècle, après la conquête musulmane de l'Espagne (711-716), elle est l'enjeu d'un conflit entre les musulmans de l'émirat de Cordoue (créé en 756), notamment la puissante famille des Banu Qasi, et les ducs de Vasconie, soutenus par les rois francs (carolingiens à partir de 751). Les Banu Qasi, maîtres de Tudela, prennent le contrôle de Pampelune au début des années 770.
C'est dans ces conditions qu'a lieu la première expédition franque en Espagne en 778. Une campagne est alors lancée par Charlemagne (roi des Francs depuis 768, mais pas encore empereur) vers Saragosse, à la demande du gouverneur musulman de Barcelone, Sulayman ibn Al-Arabi. Saragosse n'est pas prise, et au retour, Charlemagne fait raser les remparts de Pampelune. Sur le chemin vers la France, l'arrière-garde de l'armée est attaquée dans les Pyrénées par des Vascons, en représailles de cette destruction. Cet épisode relativement peu important est pourtant passé à la postérité sous le nom de bataille de Roncevaux, présentée de manière épique et très déformée dans la Chanson de Roland, chanson de geste composée au XIe siècle.
En 781, Pampelune est prise par l'émir de Cordoue.

#### Période du royaume de Pampelune (à partir de 824)
Le royaume de Pampelune, constitué en 824 par Eneko Arista, qui règne jusqu'en 851, est le noyau du futur royaume de Navarre.

### Moyen Âge
Sous Alphonse VII (1126-1157), des francos s'établissent dans le bourg de San Cernin. Un autre bourg franc, San Nicolas, est créé à la fin du XIIe siècle.
Tout au long du Moyen Âge, la vie de la cité est troublée par des luttes entre les habitants du vieux quartier, la Navarreria, partisans de l'alliance avec la Castille, et les francos des faubourgs de San Cernin et San Nicolàs, favorables au maintien de la couronne navarraise sous une dynastie française. Chaque quartier a ses murailles. Ces conflits ne freinent cependant pas le développement suscité par le passage des pèlerins vers Saint-Jacques-de-Compostelle.
Ces luttes s'achèvent en 1423 avec le privilège de l'Union, un for (fuero) promulgué par le roi Charles III de Navarre. Les trois municipalités se fondent alors en une seule et Pampelune connaît son apogée.

### Après l'annexion de la Navarre par Ferdinand d'Aragon (1512)
Le royaume de Navarre est conquis par les troupes de Ferdinand le Catholique à Jean III d’Albret le 25 juillet 1512. Celui-ci tente de reconquérir son royaume et met le siège devant Pampelune le 3 novembre, mais en vain.
Son fils Henri II de Navarre réussit à reprendre la ville le 19 mai 1521, mais son général, André de Foix, est battu à la bataille de Noain. La dynastie d'Albret conserve cependant la Basse-Navarre et continue d'utiliser le titre de « roi de Navarre » (ou de « reine de Navarre » pour Jeanne d'Albret, mère de Henri IV).
En 1571, sous le règne du roi d'Espagne Philippe II, débute la construction de la citadelle.
Au XVIe siècle, des murailles cernèrent l'agglomération et les jacquets venant de Roncevaux entrent dans la ville par la porte de France, proche de la cathédrale Sainte-Marie.

### Époque contemporaine
Elle est occupée par les Français en 1808, lorsque Napoléon décide de prendre le contrôle de l'Espagne.
Pour certains tenants[Qui ?] du nationalisme basque, Pampelune serait la capitale historique du Pays basque (Euskal Herria) des sept provinces, qui inclut les trois provinces basques en France.
À partir de 1923, l'écrivain et journaliste Ernest Hemingway effectue des séjours à Pampelune.

### Les événements de 1936 et la guerre civile
Aux élections législatives de février 1936, le « bloc de droite » obtient à Pampelune près de cinq fois plus de voix que le Front populaire, qui est vainqueur à l'échelle nationale. La Navarre est en effet un pays fortement marqué par le mouvement conservateur du carlisme (les requetés), très hostile à la gauche et à la république.
Lorsque l'armée (notamment Franco) se soulève le 17 juillet 1936, le général Mola prend sans difficulté le pouvoir à Pampelune, alors que les autres provinces basques restent loyales. La seule opposition est celle du commandant de la guardia civil, José Rodríguez-Medel (es), qui est assassiné par un de ses hommes.
Les rebelles exécutent 303 habitants de Pampelune, dont les élus de gauche de la municipalité. La citadelle est le lieu d’exécutions pendant toute la durée de la guerre civile (1936-1939).

## Administration

### Jumelages
La ville de Pampelune est jumelée avec :
- Bayonne (France) depuis 1960 ;
- Yamaguchi (Japon) depuis 1980 ;
- Paderborn (Allemagne) depuis 1992 ;
- Pamplona (Colombie) depuis 2001.

## Population et société

### Démographie
| 180 372                                                   | 166 279 | 171 150 | 180 483 | 182 666 | 186 245 | 189 364 | 190 937 | 191 865 | 193 238 | 195 769 | 194 894 | 201 653 |
| Sources : Pamplona et instituto de estadística de navarra |         |         |         |         |         |         |         |         |         |         |         |         |

### Sports
- Football
  - Osasuna, club de football évoluant dans la Liga.
- Handball
  - Pampelune possédait un important club de handball de renommée européenne, le Portland San Antonio qui évoluait en Liga ASOBAL.

En 2013, le club disparu pour causes économiques, mais un autre club de la ville le SCDR Anaitasuna a évolué en Liga ASOBAL depuis 2011.

## Économie
Le principal employeur de la ville est l'usine d'assemblage du groupe Volkswagen. Il y a aussi une usine Liebherr, qui emploie près de 250 employés.

## Culture locale et patrimoine

### Édifices religieux
La ville compte plusieurs églises, parmi lesquelles :
- la cathédrale Santa Maria de Pampelune ;
- l'église Saint-Nicolas ;
- l'église San-Saturnino (ou de San-Cernín, ou San-Sernín) au nom de San Saturnino (ou San Cernín, ou San Sernín) l'évangélisateur de la ville. Elle garde une tradition du pèlerinage de Compostelle. En plein cœur du quartier ancien aux rues étroites, cet édifice composite mêle les styles roman (tours de brique) et gothique (porche et voûtes du XIIIe siècle) à de nombreux ajouts postérieurs. Elle présente l'aspect d'une forteresse flanquée de tours robustes.

### Édifices civils

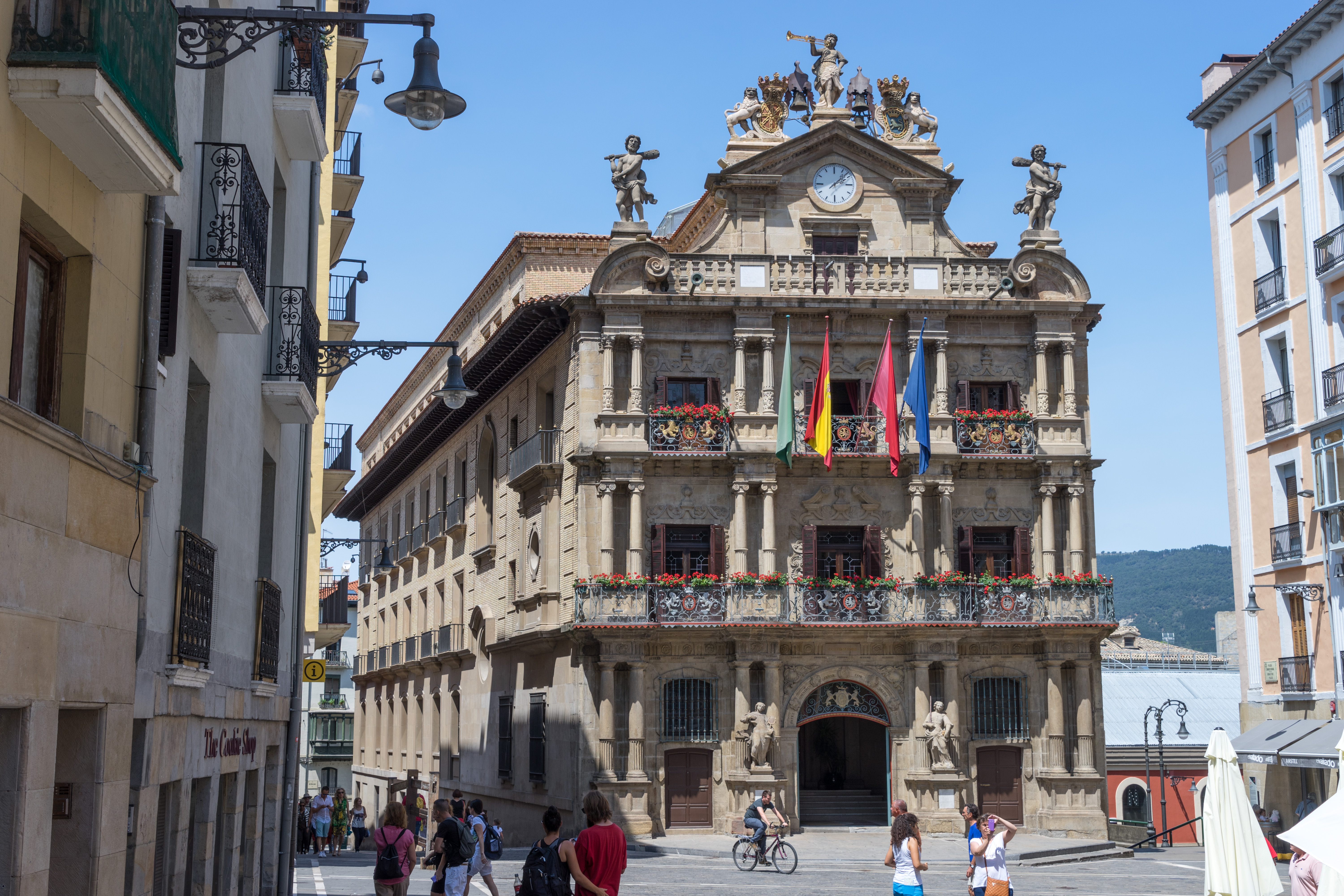
L’hôtel de ville (Ayuntamiento) de Pampelune XVIIe siècle.

- L’hôtel de ville (Ayuntamiento) possède une façade baroque de la fin du XVIIe siècle, qui fut reconstruite avec ses statues, balustrades et frontons ;
- Le musée de Navarre est élevé à l'emplacement d'un hôpital du XVIe siècle, dont il a conservé la porte Renaissance. L'époque romaine est représentée par des vestiges lapidaires : stèles funéraires, inscriptions et pavements de mosaïques provenant de « villas » des IIe siècle et IVe siècle. L'art roman est en vedette avec les chapiteaux du XIIe siècle de l'ancienne cathédrale de Pampelune : l'artiste inconnu qui sculpta les trois scènes bibliques des chapiteaux exposés au milieu de la salle – Passion, Résurrection et Histoire de Job – se montre aussi minutieux dans les détails que puissant dans la composition et génial dans l'invention. Peinture gothique et Renaissance. Les trois premières salles reconstituent l'intérieur du palais d'Oriz décoré de panneaux peints en grisaille du XVIe siècle, relatant l'histoire d'Adam et Ève et les guerres de Charles Quint. Les salles suivantes exposent de nombreux fragments de peintures murales venues de toute la province : Artalz (XIIIe siècle), Artajona et Pampelune (XIIIe – XIVe siècle), Gallipienzo (XIVe – XVe siècle), Dilate (XVe siècle). Si les genres apparaissent divers, on retrouve le trait légèrement appuyé, l'accumulation des personnages, le hanchement prononcé, hérités de la miniature française et illustrés par Juan Oliver qui décora en 1330 le réfectoire de la cathédrale (salle 24.) Parmi les chefs-d’œuvre exposés dans ce musée, citons le coffret hispano-arabe de Leyre en ivoire venant de Cordoue du début du XIe siècle, et le portrait du marquis de San Adrian peint par Goya. En sortant, voir, dans la cour, la grande mosaïque de la villa de Liédena du IIe siècle ;
- la Chambre des Comptes de Navarre ;
- le Palais des Rois de Navarre ;
- le Palais épiscopal ;
- le Théâtre Gayarre.

### Personnalités
- Pascual Madoz, né à Pampelune le 17 mai 1806 et mort à Gênes le 15 décembre 1870, est un homme politique et un écrivain espagnol dont l'œuvre exemplaire est la somme que représente son Dictionnaire géographique de l'Espagne publié au milieu du XIXe siècle.
- Pablo de Sarasate (1844, Pampelune - 1908, Biarritz), violoniste.
- Matilde Huici (1890-1965), l'une des premières avocates en Espagne[11].
- Sabicas (1912-1990), guitariste flamenco.
- Ignacio Coyne, photographe et cinéaste espagnol, né à Pampelune en 1872.
- María Catalina Irigoyen Echegaray (1848-1918), née à Pampelune, religieuse servante des malades, bienheureuse.
- Carmen Baroja (1883-1950), née à Pampelune, écrivaine et ethnologue.
- Teresa Catalán, compositrice et professeure de musique, y est née en 1951.
- Fátima Djarra Sani, militante contre les mutilations génitales féminines, active à Pampelune au sein de la communauté africaine.
- Marta Coronado, danseuse née à Pampelune en 1973.
- Juan Elía, footballeur.
- Abel Azcona, artiste.
- Julián Gayarre, ténor.
- César Azpilicueta, footballeur.
- Nacho Monreal, footballeur.
- Iñaki Muñoz, footballeur.
- Raid Sbaa, joueur de futsal.
- François de Bourbon, prince capétien, mort à Pampelune.
- Xabier Zandio, coureur cycliste espagnol.
- Enrique Sanz, coureur cycliste espagnol.
- Eduardo Gurbindo, handballeur espagnol.
- Amaia Romero, chanteuse, gagnante de la neuvième saison d'Operación Triunfo et représentante espagnole au Concours Eurovision de la chanson 2018.
- François Bustillo, né le 23 novembre 1968 à Pampelune, est évêque d’Ajaccio et cardinal depuis le 30 septembre 2023.
- Maravillas Lamberto, adolescente victime des nationalistes pendant la guerre d'Espagne, et sa sœur Josefina Lamberto, militante de la mémoire en Navarre.
- Najwa Nimri, chanteuse, compositrice et actrice, née à Pampelune en 1972.
- Susana Vera, photojournaliste, née à Pampelune en 1974, première photographe espagnole à remporter un prix Pulitzer pour la photographie.
- Ione Belarra (1987-), femme politique, secrétaire d'État, ministre, secrétaire générale de Podemos.

### Festivités

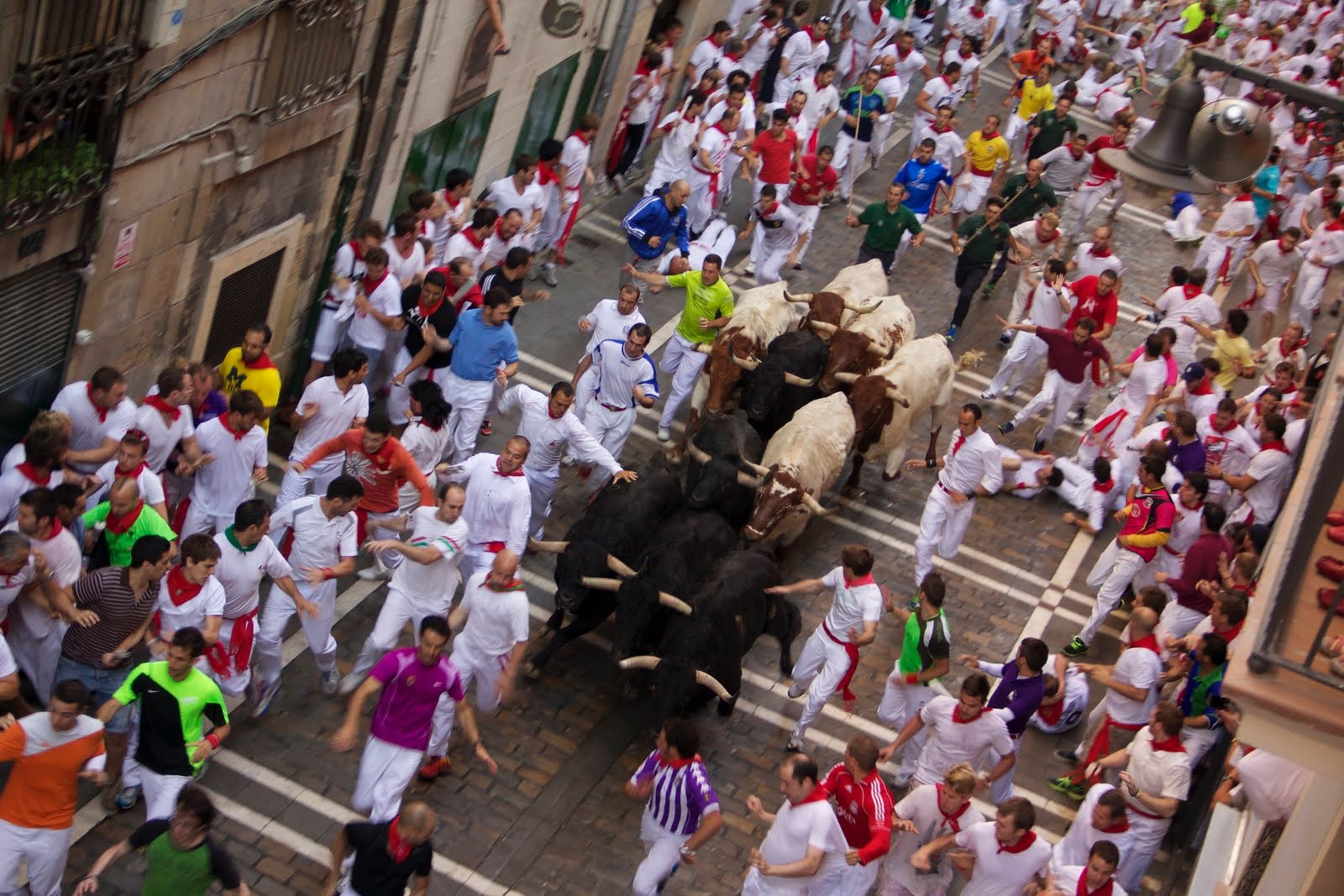
Encierro (le 8 juillet 2013).

#### Fêtes de San Fermin
Du 6 au 14 juillet, les fêtes de la Saint-Firmin donnent lieu à de bruyantes réjouissances populaires. Une atmosphère de liesse règne alors dans la ville qui voit doubler le nombre de ses habitants. De nombreuses attractions sont proposées aux Navarrais et aux touristes : concerts de musique folklorique, de jazz, de txistu (flûte basque à trois trous), bals, procession de la statue de saint Firmin, etc.
De grandes courses de taureaux sont organisées mais la manifestation la plus spectaculaire et la plus prisée des Pamplonicas reste l’encierro qui a lieu tous les matins à 8 h. Les taureaux qui combattront le soir même sont lâchés dans les rues suivant un itinéraire précis, long de 800 m, qui les mène aux arènes en quelques minutes. Les jeunes gens vêtus de blanc avec foulard et ceinture rouges et vestes de différentes couleurs vont à la rencontre des puissants taureaux fonçant toutes cornes en avant, et courent devant ceux-ci.
Il y existe une version allégée de cette fête appelée : San Fermin txiki. La date est fixée autour du 25 septembre, et il est dépourvu de touristes, mais aussi de taureaux.

## Pèlerinage de Saint-Jacques-de-Compostelle

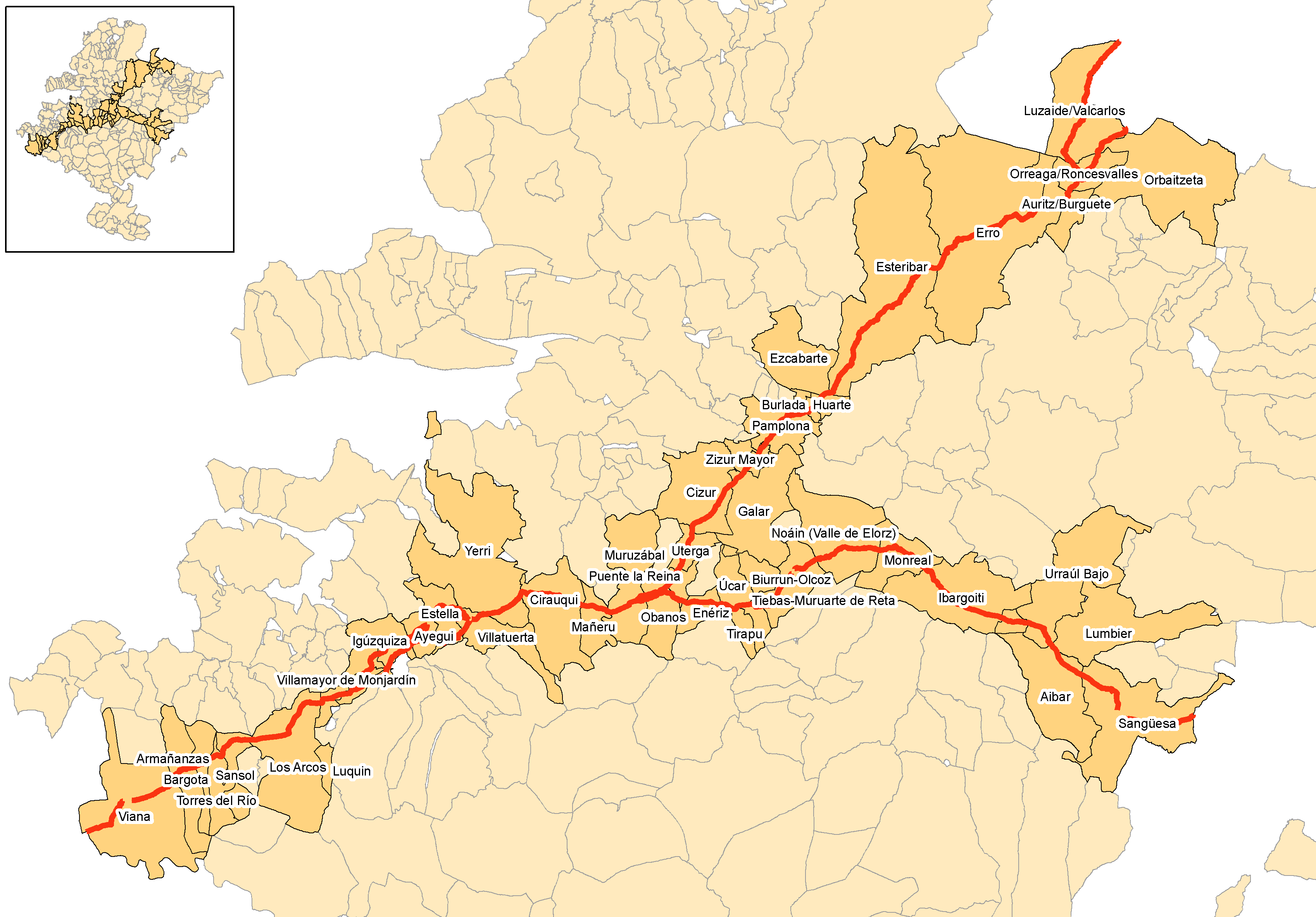
Chemin de Saint-Jacques (Camino de Santiago) en Navarre :
jonction des Camino navarro et Camino aragonés à Puente la Reina.

Pampelune est située sur le Camino navarro du Chemin de Saint-Jacques-de-Compostelle, entre Villava et Cizur Menor. C'est la deuxième étape d'après le Guide du Pèlerin d'Aimery Picaud. Le pèlerin jouissait à Pampelune d'une protection spéciale grâce au privilège de l’Union. Dans les rues de Dormitalería au no 13 et Compañía au no 3, il existait des hospices pour les pèlerins. Au XVIe siècle on a construit un hôpital général, aujourd'hui le musée de Navarre.

### Le miracle de l'âne
C'est le sixième miracle du De miraculi sancti Jacobi. En 1100, un pèlerin français de Poitiers arrive à Pampelune avec sa famille. Ils font halte dans cette ville pour se reposer et reprendre des forces.
Ils se logent dans un « hostal ». La femme du pèlerin tombe alors malade et ils doivent rester plus longtemps que prévu. Cette dernière décède finalement des suites de sa maladie. L’hôtelier, voyant que son hôte risquait de partir sans payer, lui réclame une grosse somme en alléguant que le séjour avait été long. N'ayant pas suffisamment d’argent, le pèlerin lui laisse son cheval et se remet en route avec ses deux fils en bas âge. Chemin faisant il s’arrête pour prier saint Jacques et lui demander de l’aide.
À la sortie de Pampelune, une personne vénérable l'aborde et lui prête un âne pour l’aider dans son voyage. Quand ils arrivèrent enfin à Santiago, le pèlerin eut une vision de l'Apôtre en qui il reconnut la personne vénérable de Pampelune. De retour à Pampelune, il prit des nouvelles de l'aubergiste et apprit qu’il avait trouvé la mort dans un accident. Les gens de l’hostal déclarèrent qu'il avait subi une punition divine à cause de son manque de charité envers les pèlerins.

## Climat
Pampelune se trouve dans une région de transition entre les climats méditerranéen, océanique et continental. Dans la période 1971-2000, la station météo de référence de l'aéroport de Pampelune a calculé une valeur annuelle moyenne de 12,5 °C pour la température et un niveau moyen de précipitations de 721 mm.
Dans la même période, le nombre de jours moyen annuel de temps clair a été de 58, le nombre moyen annuel de jours de gel a été de 42 ; la durée moyenne annuelle de l'ensoleillement a totalisé 2 201 heures.
| Registres historiques de l'observatoire météo de l'aéroport de Pampelune (1971-2000) | Registres historiques de l'observatoire météo de l'aéroport de Pampelune (1971-2000) | Registres historiques de l'observatoire météo de l'aéroport de Pampelune (1971-2000) | Registres historiques de l'observatoire météo de l'aéroport de Pampelune (1971-2000) | Registres historiques de l'observatoire météo de l'aéroport de Pampelune (1971-2000) | Registres historiques de l'observatoire météo de l'aéroport de Pampelune (1971-2000) | Registres historiques de l'observatoire météo de l'aéroport de Pampelune (1971-2000) | Registres historiques de l'observatoire météo de l'aéroport de Pampelune (1971-2000) | Registres historiques de l'observatoire météo de l'aéroport de Pampelune (1971-2000) | Registres historiques de l'observatoire météo de l'aéroport de Pampelune (1971-2000) | Registres historiques de l'observatoire météo de l'aéroport de Pampelune (1971-2000) | Registres historiques de l'observatoire météo de l'aéroport de Pampelune (1971-2000) | Registres historiques de l'observatoire météo de l'aéroport de Pampelune (1971-2000) | Registres historiques de l'observatoire météo de l'aéroport de Pampelune (1971-2000) |
| 1975-2000                                                                            | Jan                                                                                  | Fév                                                                                  | Mar                                                                                  | Avr                                                                                  | Mai                                                                                  | Jun                                                                                  | Jul                                                                                  | Aoû                                                                                  | Sep                                                                                  | Oct                                                                                  | Nov                                                                                  | Déc                                                                                  | Année                                                                                |
| ------------------------------------------------------------------------------------ | ------------------------------------------------------------------------------------ | ------------------------------------------------------------------------------------ | ------------------------------------------------------------------------------------ | ------------------------------------------------------------------------------------ | ------------------------------------------------------------------------------------ | ------------------------------------------------------------------------------------ | ------------------------------------------------------------------------------------ | ------------------------------------------------------------------------------------ | ------------------------------------------------------------------------------------ | ------------------------------------------------------------------------------------ | ------------------------------------------------------------------------------------ | ------------------------------------------------------------------------------------ | ------------------------------------------------------------------------------------ |
| Température moyenne (°C)                                                             | 5,0                                                                                  | 6,5                                                                                  | 8,6                                                                                  | 10,2                                                                                 | 14,0                                                                                 | 17,5                                                                                 | 20,7                                                                                 | 20,9                                                                                 | 18,0                                                                                 | 13,6                                                                                 | 8,6                                                                                  | 6,0                                                                                  | 12,5                                                                                 |
| Température maximale moyenne (°C)                                                    | 8,9                                                                                  | 11,1                                                                                 | 14,0                                                                                 | 15,5                                                                                 | 19,8                                                                                 | 23,9                                                                                 | 27,6                                                                                 | 27,8                                                                                 | 24,4                                                                                 | 18,7                                                                                 | 12,8                                                                                 | 9,7                                                                                  | 17,8                                                                                 |
| Température minimale moyenne (°C)                                                    | 1,2                                                                                  | 1,9                                                                                  | 3,3                                                                                  | 4,9                                                                                  | 8,2                                                                                  | 11,2                                                                                 | 13,7                                                                                 | 14,0                                                                                 | 11,7                                                                                 | 8,4                                                                                  | 4,3                                                                                  | 2,4                                                                                  | 7,1                                                                                  |
| Précipitations (mm)                                                                  | 63                                                                                   | 52                                                                                   | 52                                                                                   | 77                                                                                   | 74                                                                                   | 47                                                                                   | 40                                                                                   | 43                                                                                   | 43                                                                                   | 74                                                                                   | 80                                                                                   | 75                                                                                   | 721                                                                                  |

À l'observatoire de Pampelune, les valeurs extrêmes de température et de précipitations ont été enregistrées entre 1885 et 1931 :
| Valeurs climatologiques extrêmes           |          |                  |
| Nature                                     | Valeur   | Date             |
| Précipitations maximales en un jour (l/m²) | 180 l/m² | 8 septembre 1928 |
| Température maximale absolue (°C)          | 39,0 °C  | 12 juillet 1931  |
| Température minimale absolue (°C)          | −18,0 °C | 20 janvier 1885  |

### Sources et bibliographie
- (es) Cet article est partiellement ou en totalité issu de l’article de Wikipédia en espagnol intitulé « Pamplona » (voir la liste des auteurs).
- Grégoire, J.-Y. & Laborde-Balen, L. , « Le Chemin de Saint-Jacques en Espagne - De Saint-Jean-Pied-de-Port à Compostelle - Guide pratique du pèlerin », Rando Éditions, mars 2006, (ISBN 2-84182-224-9)
- « Camino de Santiago St-Jean-Pied-de-Port - Santiago de Compostela », Michelin et Cie, Manufacture Française des Pneumatiques Michelin, Paris, 2009, (ISBN 978-2-06-714805-5)
- « Le Chemin de Saint-Jacques Carte Routière », Junta de Castilla y León, Editorial Everest